# Walisische Badmintonmeisterschaft 1996
Die Walisische Badmintonmeisterschaft 1996 fand in Welshpool statt. Es war die 44. Austragung der nationalen Titelkämpfe im Badminton in Wales.

## Titelträger
| Disziplin    | Sieger                            |
| ------------ | --------------------------------- |
| Herreneinzel | Richard Vaughan                   |
| Dameneinzel  | Kelly Morgan                      |
| Herrendoppel | Andrew Groves-Burke Geraint Lewis |
| Damendoppel  | Kelly Morgan Rachael Phipps       |
| Mixed        | Richard Vaughan Kelly Morgan      |